# Karl Wilhelm Laßwitz
Karl Wilhelm Laßwitz (* 29. März 1809 in Grimmel bei Winzig; † 26. April 1879) war ein deutscher Unternehmer und preußischer Politiker.
Laßwitz studierte Theologie, verließ aber die Universität ohne Abschluss. Im Jahr 1833 gründete er eine Erziehungsanstalt, die er bis 1838 auch leitete. Anschließend nahm er ein Studium in Breslau auf. Im Jahr 1843 machte er sich als Kaufmann selbstständig.
Laßwitz wurde 1848 zum Mitglied der preußischen Nationalversammlung gewählt. Außerdem war er zwischen 1848 und 1849 Präsident des demokratischen Vereins von Breslau. Im Jahr 1850 wurde Laßwitz Mitglied der Handelskammer in Breslau. Außerdem war er Mitglied der Stadtverordnetenversammlung. Im Jahr 1853 gründete er eine Eisengießerei und eine Maschinenbauanstalt. Im Jahr 1859 war er außerdem Gründer und Direktor eines Vorschussvereins. Daneben war Laßwitz 1862 Direktor der schlesischen Erwerbs- und Wirtschaftsgenossenschaften.
Zwischen 1861 und 1867 war er Mitglied des schlesischen Provinziallandtages und zwischen 1863 und 1870 des preußischen Abgeordnetenhauses. Er gehörte dabei der Fraktion der Fortschrittspartei an.
Sein Sohn war der Schriftsteller Kurd Laßwitz.